# A Brighter Summer Day
Un Día De Verano (en lo original chino: 牯嶺街少年殺人事件, simplificado 牯岭街少年杀人事件, Gǔlǐng Jiē Shàonián Shārén Shìjiàn, traducción literale Incidente De Homicidio Juvenil En La Calle Guling) es una película de drama criminal adolescente coming-of-age épico de época taiwanesa de 1991 dirigida por Edward Yang y considerada por la crítica como una obra maestra del cine contemporáneo. La película es un proyecto extraordinariamente grande para una película en idioma chino, no solo por su duración de casi cuatro horas, sino también por su participación de más de 100 actores aficionados en diferentes roles. El título en inglés se deriva de la letra de la canción "Are You Lonesome Tonight?", popularizada por Elvis Presley en 1960. La película fue seleccionada como la entrada taiwanesa para la mejor película en lengua extranjera en la 64.ª edición de los Premios Óscar, pero no fue nominada.
La película aborda una gran variedad de temas centrados en el ser humano, como la búsqueda ansiosa de orientación durante la adolescencia, la angustia resultante del desapego social, las dificultades cotidianas de la paternidad, la búsqueda de una identidad individual y colectiva satisfactoria, junto con el hastío y la frustración provocados al no hacerlo, la volatilidad del amor joven y las amistades, las tendencias de auto-engrandecimiento comunes en los mitos hechos por los adolescentes y, especialmente, las consecuencias fatales e irreversibles de una vida sin rumbo y una educación desconcertante. Edward Yang también aborda cuestiones políticas muy sensibles como el surgimiento de la cultura occidental en detrimento de las tradiciones de Taiwán, la amplia difusión de los disturbios y la violencia provocada por la inquietud sociopolítica, la coexistencia tensa entre las clases sociales que tratan de lidiar con un futuro incierto, el anhelo consecuente de migrar hacia un país mejor esperado, y la proliferación de organizaciones cuasipolíticas autónomas (en este caso, pandillas juveniles) como una forma de sustituir a un Estado poco convincente.

## Trama
Zhang Zhen (apodo Si'r), un estudiante de secundaria en 1959 Taipei , se ve obligado a asistir a la escuela nocturna después de reprobar un examen. Esto molesta a su padre, un trabajador gubernamental de carrera, que está consciente y preocupado por la delincuencia desenfrenada entre los estudiantes de la escuela nocturna. A la mañana siguiente, Si'r y su padre escuchan una transmisión de radio de estudiantes distinguidos.
En 1960, Si'r, junto con su mejor amigo, Cat, espían el rodaje de un drama en un estudio cinematográfico. Atrapados por un guardia, roban su linterna y huyen de regreso a la escuela. Si'r, al notar un movimiento en un aula a oscuras, enciende la linterna y asusta a una pareja de amantes, pero no ve sus caras. Se presentan dos bandas, los Little Park Boys y sus rivales, los 217. Si'r no es miembro de ninguna de las pandillas, pero está más cerca de los Little Park Boys. Los Little Park Boys están dirigidos por Honey, quien se esconde en Tainan de la policía después de matar a uno de los 217 por su novia, Ming. Sly lidera la pandilla en su ausencia. Sly y Si'r se convierten en rivales después de que Si'r mete a Sly en problemas, creyendo que él y su novia, Jade, son la pareja de amantes que vio. Mientras tanto, Si 'r y Ming se conocen por casualidad y se hacen amigos.
Sly propone una tregua, organizando un concierto con miembros de ambas bandas. Honey resurge inesperadamente y regaña a Sly por organizar el concierto; sin embargo, se da cuenta de que la pandilla respeta más a Sly. La noche antes del concierto, Honey "lega" a Ming a Si'r, creyendo que es un novio estable. La noche siguiente, Honey aparece fuera de la sala de conciertos, enfrentándose a los 217. Honey da un paseo aparentemente amistoso con el líder del 217, Shandong, solo para ser asesinado cuando Shandong lo empuja frente a un automóvil que se aproxima. Los Little Park Boys no creen en los informes de la policía de que se trata de un accidente y planean venganza; asesinan a los 217, incluido Shandong, durante un tifón, utilizando armas adquiridas por Ma, uno de los ricos compañeros de clase de Si'r. Sly y los Little Park Boys supervivientes se esconden. La misma noche, Si'r 'El padre es arrestado por la policía secreta e interrogado sobre sus conexiones pasadas con el Partido Comunista Chino. Aunque finalmente es liberado, es degradado.
Si'r comienza a salir con Ming y parece estar mejorando académicamente. Sin embargo, ella revela sus coqueteos con otros chicos, incluido un médico mayor, lo que molesta a Si'r. Al día siguiente, Si'r es expulsado después de arremeter contra el médico y romper una bombilla. Promete aprobar sus exámenes de transferencia para ingresar a la escuela diurna, lo que molesta a Ming, quien sabe que esto significa que lo verá menos. Más tarde, Sly sale de su escondite y se disculpa con Si'r por su enemistad pasada y revela que Ming y Ma están saliendo. Molesto, Si'r comienza a salir con Jade, pero él la molesta y ella revela con amargura que la chica que vio besando a Sly era Ming, no ella.
Después de amenazar a Ma en su casa, Si'r roba el cuchillo de Cat y lo espera fuera de la escuela. En cambio, ve a Ming y la regaña por su promiscuidad, diciendo que él es su única esperanza. Ming reprende a Si'r por ser egoísta y tratar de cambiarla; como el mundo, ella no se puede cambiar. La apuñala hasta la muerte y se derrumba. Si'r está condenado a muerte, pero el frenesí mediático en torno al caso provoca que se cambie la sentencia a 15 años de prisión. En la casa ahora estéril de Si'r, su madre encuentra inesperadamente el uniforme escolar de Si'r. Mientras solloza, la radio transmite una lista de estudiantes distinguidos.

## Reparto
- Chang Chen como Xiao Si'r (Chang Chen).[6]
- Chang Kuo-chu como padre de Xiao Si'r.
- Elaine Jin como madre de Xiao Si'r.
- Lisa Yang como Ming.
- Wong Chi-zan como Gato (Wang Mao).
- Lawrence Ko como Avión.
- Tan Chih-kang como Ma.
- Lin Hong-ming como Honey.
- Wang Chuan como hermana mayor de Xiao Si'r.
- Chang Han como Lao Er.
- Chiang Hsiu-chiung como hermana mediana de Xiao Si'r.
- Lai Fan-yun como hermana menor de Xiao Si'r.

## Producción
Ambientada a principios de la década de 1960, en Taipéi, la película se basa en un incidente real que el director recuerda de sus días en la escuela cuando tenía 13 años. El título original 牯嶺街少年殺人事件, traducido literalmente como "El incidente del homicidio del Jóvenes en la calle Guling", refiriéndose al hijo de 14 años de un funcionario que asesina a su novia, que también estuvo involucrada con un líder de una pandilla adolescente, por razones poco claras. El líder de la pandilla y su novia están involucrados en el conflicto entre las pandillas de niños de familias que antes eran del continente y los de familias taiwanesas. La película coloca el incidente de asesinato en el contexto del entorno político en Taiwán en ese momento. El trasfondo político de la película se introduce en intertítulos así:

Millones de chinos continentales huyeron a Taiwán con el Gobierno nacional después de la derrota de la guerra civil de los comunistas chinos en 1949. Sus hijos fueron criados en una atmósfera incómoda creada por la propia incertidumbre de los padres sobre el futuro. Muchos formaron pandillas callejeras para buscar identidad y fortalecer su sentido de seguridad.

Chang Kuo-Chu y su hijo Chang Chen (en su debut) son elegidos en esta película interpretando a padre e hijo. Yang usó la película Goodfellas como modelo de una película de gánsteres.

### Restauración posterior
En 2009, la World Cinema Foundation emitió una restauración de A Brighter Summer Day, utilizando la cámara original de 35 mm y los negativos de sonido proporcionados por Edward Yang Estate.
El 17 de diciembre de 2015, The Criterion Collection anunció el lanzamiento oficial en DVD y Blu-ray en América del Norte de una nueva restauración digital 4K de la película en su tiempo de ejecución original. Este lanzamiento marca la primera vez que se lanzaba A Brighter Summer Day en video casero en los Estados Unidos, después de más de dos décadas de oscuridad debido a la dificultad para encontrar una copia oficial de la película. El lanzamiento incluye una nueva traducción de subtítulos en inglés, un comentario de audio con el crítico Tony Rayns, una entrevista con el actor Chang Chen; Our Time, Our Story, un documental de 117 minutos de 2002 sobre el movimiento cinematográfico de la nueva ola taiwanesa, que presenta entrevistas con Yang y los cineastas Hou Hsiao-hsien y Tsai Ming-liang, entre otros; una presentación grabada en video de la obra de 1992 del director Edward Yang, Likely Consequence; un ensayo del crítico Godfrey Cheshire y una declaración de 1991 del director Yang.

## Acogida
La película recibió aclamación universal de la crítica y consiguió varios galardones en el Festival de Cine Golden Horse, el Festival de Cine de Asia Pacífico, los Premios Kinema Junpo y el Festival Internacional de Cine de Tokio. Se editaron tres versiones diferentes de la película: la versión original de 237 minutos, una versión de tres horas y una versión más corta de 127 miutos. A Brighter Summer Day ocupa el puesto número 123 en la prestigiosa lista They Shoot Pictures, Don't They?. Además, de acuerdo con esta publicación, A Brighter Summer Day es la película más aclamada de 1991. La película actualmente ocupa el décimo lugar en la lista de las 250 mejores películas de Letterboxd.